# 巴黎-拉维莱特国立高等建筑学校
巴黎-拉维莱特国立高等建筑学校（法語：École nationale supérieure d'architecture de Paris-La Villette）是法国巴黎的一所建筑学校。学校隶属于法国文化部，是法国20所公立建筑学校之一。学校也是法国建筑学校中学生人数最多的。

## 历史

### 从巴黎美院到建筑教学单位
在1968年之前，法国的建筑教育都在巴黎美院进行。60年代初，巴黎美院的学生已超出校园的容量，学院的教学也超出了建筑实际。1965年，美院第一次改革将建筑工作室被分成三个部分A、B、C，其中C组暂时安排在大宫内。抗议声最大的教师都在C组，如Georges-Henri Pingusson和Georges Candilis。1968年的五月风暴标志着法国建筑教育与美术学院的分家；1968年12月5日颁布的法令中，安德烈·马尔罗建立了建筑教学单位，其中五个分布在巴黎大区，其余13个分布在外省。拒绝加入其余五个巴黎建筑教学单位的教师和学生在1969年二月成立了第六建筑教学单位。

### 自第六建筑教学单位至巴黎-拉维莱特建筑学校
自从建筑教学与美术学院彻底分离后，所有的建筑教学单位逐渐从美院的校园和大皇宫搬离。第六建筑教学单位1977年搬入十九区的瓦莱那兄弟彩陶厂。

## 教学
学校提供与法国公共工程学校和巴黎市立工程师学校合作的工程师-建筑师双文凭项目。

## 国际合作
2002年开始，学校加入每年由清华大学建筑学院、米兰工业大学建筑学院、那波利建筑学院、汉阳大学建筑学院等多国建筑院校合作举办的“四国五校”联合设计专题。

## 外部連結
- 官方网站